# Números pentádicos
El sistema pentimal es una notación para representar números, generalmente mediante inscripciones en madera o piedra. Esta notación se ha utilizado en Escandinavia, generalmente en conjunción con runas.
La notación es similar a los antiguos números romanos para los números hasta el nueve (I, II, III, IV, V, VI, VII, VIII, IX). A diferencia de la notación romana, las marcas se colocan verticalmente en el eje o pentagrama de la runa. El número cuatro se representa con cuatro líneas horizontales en el eje, el cinco con lo que parece una U invertida, y el diez con dos U opuestas. Los números hasta el 19, o incluso el 20, pueden representarse mediante una combinación de I y U.
El uso más extendido de esta notación es para representar los números áureos del uno al 19 en los calendarios rúnicos. Estos números son comunes en la Edad Moderna y posiblemente en la Edad Moderna Temprana. Se desconoce si se usaron en la Edad Media, y mucho menos en la época vikinga. En los calendarios rúnicos más antiguos, se utilizaba una notación diferente para representar los números áureos: las 16 letras del futhark joven representaban los números del uno al 16, con tres runas especiales para los números del 17 al 19. El Computus Runicus, originalmente de 1343, recopilado y publicado por Ole Worm en el siglo XVII, utilizaba esta notación.
La mayoría de los textos rúnicos, incluidas las piedras rúnicas de la época vikinga, no utilizan un sistema numérico; en su lugar, los números se escriben con letras.

## Notación posicional

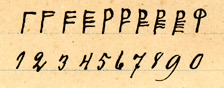
Las notas de Edward Larsson de 1885 muestran el uso de números rúnicos «pentádicos» para reemplazar los números arábigos en la representación de fechas.

En algunos casos peculiares, los números rúnicos se han utilizado como numerales en un sistema posicional de base diez, similar a los números arábigos. Se desconoce si este uso existía antes del siglo XIX.
El uso autenticado más antiguo se encuentra en las notas de un sastre de 18 años, Edward Larsson, que contienen la fecha de 1885 en runas. El Instituto de Dialectología, Onomástica e Investigación del Folclore de Umeå publicó una copia de la nota en 2004.
Sin embargo, esta notación posicional aparece en dos conjuntos de piedras rúnicas no relacionadas, supuestamente descubiertas en Norteamérica. La primera es la piedra rúnica de Kensington, hallada en 1898, y las segundas son las tres piedras rúnicas de Spirit Pond, halladas en 1971. Ambas hacen referencia a la exploración nórdica precolombina de las Américas, pero son falsos descubrimientos modernos.